# 藤田晴彦
藤田 晴彦（ふじた はるひこ、1967年6月1日 - ）は、愛媛県を拠点に活動する日本のメディアプロデューサー（ディスクジョッキー、フリーライター、コラムニスト）、ボーカリスト。

## 人物
愛媛県今治市出身。元・THE COKES のボーカリストで、現在はディスクジョッキー、フリーライター、コラムニスト、OFFICE SYSTEM7代表、NPO法人「石鎚森の学校」理事、元松山市ことばのちから実行委員会委員長（2008年〜2019年）、大洲市坂本龍馬脱藩150年事業PR大使。台湾愛媛県人会台湾PR大使。
剣道二段、杖道初段、合気道五級。高知桂浜坂本龍馬クイズ大会準優勝。自転車で四国遍路結願。

## 来歴
- 1986年、松山大学在学中に、ロックバンド・THE COKESを結成。
- 1987年、CBS SONYオーディション愛媛代表。
- 1987年〜1989年、YAMAHA BAND EXPLOSION 四国代表。
- 1989年、当時日本最大の参加数を誇ったアマチュアバンドコンテスト「フレッシュサウンズコンテスト」で四国代表、全国大会グランプリ（渋谷公会堂）。
- 1989年、三宅裕司のいかすバンド天国出演。
- 1991年SONY RECORD FITZBEAT REBEL(現Ki/oon Sony Records)より、ファーストアルバム「THE COKES 」でメジャーデビュー。事務所はスマイルカンパニー。
- 1994年、映画『ラストソング』出演。
- 1994年以後は、The JETCOASETERSを、また渋谷にてファンク・バンド・FREEKSを結成。
- 2000年、愛媛に帰郷し、愛媛を中心とした四国のラジオ・テレビ番組や、雑誌、新聞、スポーツ誌などの執筆を担当。

## 出演番組
南海放送ラジオ、テレビ
- 親守歌を歌おう!歌って出来る親孝行 毎金曜14時25分〜14時35分
- 俺の懐メロリクエスト 毎土曜20時半〜21時　
- 藤田晴彦の熱血高校野球「勝って泣け！」他
- 元気えひめ農業

## 出演テレビ番組、テレビCM
南海放送制作
- わくわくテレビ
- えひめ情熱人
- 健診侍
- ほけんの窓口
- そば吉（ナレーション）
- 東昇技研（ナレーション）他

## 過去の出演番組
南海放送ラジオ
- 藤田晴彦のAllnight-NANKAI
- RNBクイズショー「ザ・INAZO 」
- 晴さんの伊予七福神巡り
- 大起庵〜ほんまもんの美味しさを
- MIDNIGHT X(四国四局ネット)
- のってけ!ビッグセンチュリー
- runrun c@ll　他

FM愛媛
- ホンダプリモプレゼンツ 藤田晴彦 風を追いかけて~CHASE THE WIND~
- 晴彦 もとわだのオールナイト愛媛！　他

NHK FM
- ゆうやけジョッキー 藤田晴彦 ウェンズデーサウンドアベニュー（NHK松山放送局、NHK高松放送局、NHK高知放送局、NHK徳島放送局、四国4局ネット） 水曜18時〜18時50分
- ゆうナビ・スペシャル（中四国9局ネット） 金曜18時〜18時50分　他

FMラヂオバリバリ
- 藤田晴彦「POPS・バリバリ・タイム」　他

熊本県民テレビ
- サウンドスクエア（金曜日）

（haruのラーメン紀行 他）

## 執筆、連載
輝け甲子園の星、プロ野球ai （ミライカナイ出版） 、Egge(愛媛新聞社)
愛媛新聞　コラム「愛媛極楽道楽団」、産経新聞　コラム「坂の上の雲カフェ」、他。